# Josef Zeman (odbojář)
Josef Zeman (25. června 1920 Stanový – 14. srpna 1999 Overland Park, Kansas) byl český protinacistický a protikomunistický odbojář, politický vězeň komunistického režimu, aktivní agent-chodec, funkcionář České strany národně socialistické, první předseda ONV v Jilemnici. Byl bratrancem Ivana Olbrachta.

## Život

### Protinacistický odboj
Rodina Zemanových fungovala v protinacistickém odboji od samého počátku záboru českého pohraničí a okupace Československa až do února 1944, kdy byl Josef Zeman spolu se svým otcem Josefem (a následně i matkou Janou) zatčen gestapem. Zatčena byla i rodina jeho manželky Marie, rozené Kodejšové. Během eskortování do Semil se Josefovi podařilo využít zimních podmínek (akce gestapa proběhla v noci) a v hlubokém sněhu uprchl a až do konce války se skrýval. Ostatní zatčení (kromě Jany Kodejšové a Marie Zemanové) byli popraveni.

### Protikomunistický odboj
Po válce se díky své aktivní povaze stal aktivním člen České strany národně socialistické a působil i jako předseda ONV v Jilemnici. Během této doby působil i jako novinář. Pro své domnělé protistátní působení byl zatčen a umístěn do vyšetřovací vazby ihned po komunistickém puči v roce 1948. Vinou špatné koordinace složek SNB a StB byl ale z vazby koncem května 1948 propuštěn. S výhledem na další zatčení začal aktivně připravovat svůj útěk do ciziny a v říjnu 1948 uprchl do Západního Německa.
V Německu nabídl své zkušenosti Zelené internacionále a spolupracoval i s výzvědnou službou CIC. V období mezi srpnem 1949 a květnem 1950 jako agent-chodec přešel hranici minimálně 3× a podařilo se mu vybudovat funkční agenturní síť. Aktivně spolupracoval zejména s bývalým poslancem Agrární strany Václavem Lampou. Během svých návštěv Československa intenzivně připravoval i převedení své rodiny na Západ, úmysl se ale nezdařil. Jeho agenturní síť byla odhalena a jeho manželka Marie byla v rámci procesu, vedeného jako proces proti skupině Václava Lampy, odsouzena k osmnáctiletému trestu těžkého žaláře. Dalším procesem, který byl na Zemana navázaný, byl proces se skupinou Pavla Kašťáka. Josef Zeman po rozbití své agenturní sítě přesídlil do Spojených států (Saint Paul v Minnesotě), kde mu 26. října 1955 bylo uděleno státní občanství.